# 神宮寺 (白井市)
神宮寺（じんぐうじ）は、千葉県白井市にある天台宗の寺院である。

## 起源と歴史
天台宗龍光院。開基・由緒は不明だが印西市和泉の泉倉院の末寺とも言われている。